# Berzeliit
Berzeliit är ett mineral, ett kalcium-aluminiumarsenat innehållande magnesium med kemisk formel (CaMg)3As2O8.
Berzeliit är svavelgult och påträffas metamorfoserad kalksten i Långbans gruvor. Det har fått sitt namn efter kemisten Jöns Jacob Berzelius.